# Доннелли, Тони
Э́нтони До́ннелли (англ. Anthony Donnelly; апрель 1886, Миддлтон, Ланкашир — апрель 1947), более известный как То́ни До́ннелли (англ. Tony Donnelly) — английский футболист, выступавший на позиции защитника.

## Ранние годы
Тони родился в Милдлтоне, северный Манчестер, в апреле 1886 года. Окончил школу в возрасте 11 лет, после чего начал работать на предприятии, торгующем углём. Впоследствии проходил службу в армии, в артиллерийских войсках.

## Футбольная карьера
Начал карьеру в клубе «Хейвуд Юнайтед». Проведя один удачный сезон в клубе, в июле 1908 года перешёл в «Манчестер Юнайтед». Такую его характеристику привела местная газета Manchester Evening News: «Были завершены переговоры о трансфере Доннелли, правого защитника „Хейвуд Юнайтед“. Клуб из Манчестера был не единственным, следившим за Доннелли, он отлично сыграл за „Хейвуд“ в прошлом сезоне и считался одним из лучших и многообещающих талантов в Комбинации Ланкашира. Доннелли — молодой игрок крепкого телосложения, ростом около 175 см. После прохождения службы в армии играл за „Хейвуд“ в любительской лиге. Он много передвигается по полю, обладает хорошим ударом и высокой скоростью. С подобающими тренировками он может стать прекрасным защитником для „Манчестер Юнайтед“».
Несмотря на высокие ожидания, дебют Доннелли за «Юнайтед» сложился неудачно: 15 марта 1909 года «Манчестер Юнайтед» сыграл вничью с «Сандерлендом» 2:2, причём в обоих пропущенных «красными» голах обозреватели увидели вину молодого защитника. После этого Тони не сыграл ни одного матча в оставшейся части сезона. В следующем сезоне Доннелли сыграл 4 матча. В сезоне 1910/11 Тони провёл 15 матчей в лиге и 3 — в Кубке Англии и помог своей команде стать чемпионом Англии.
Впоследствии Доннелли провёл в клубе ещё 2 сезона, а в июле 1913 года перешёл в ирландский клуб «Гленторан».
После начала войны был вновь призван в армию, в артиллерийские части. В 1916 году был демобилизован в связи с травмой мышц ноги и вернулся в Великобританию. Впоследствии играл за «Честер», был на просмотре в «Саутгемптоне», но из-за травмы, полученной на войне, не мог играть на прежнем уровне.

## После завершения карьеры футболиста
После завершения футбольной карьеры работал констеблем. Был женат, у него было пятеро детей. Умер в апреле 1947 года.

## Достижения
Манчестер Юнайтед
- Чемпион Первого дивизиона: 1910/11